# Simple Knowledge Organization System
O Simple Knowledge Organization System(SKOS; Sistema Simples de Organização do Conhecimento) é uma recomendação do W3C projetada para representação de tesauros, esquemas de classificação, taxonomias, sistemas de controle de autoridade  ou qualquer outro tipo de vocabulário controlado estruturado. O SKOS faz parte da família de padrões da Web Semântica, construída sobre RDF e RDFS, e seu principal objetivo é permitir a fácil publicação e uso de vocabulários como dados vinculados.

## História

### Projeto DESIRE II (1997-2000)
O ancestral mais direto do SKOS foi o trabalho do RDF Thesaurus realizado na segunda fase do projeto EU DESIRE  . Motivado pela necessidade de melhorar a interface do usuário e a usabilidade de navegação e pesquisa, foi produzido um vocabulário básico de RDF para o Thesauri. Conforme observado mais adiante no plano de trabalho da SWAD-Europa, o trabalho DESIRE foi desenvolvido nos projetos SOSIG e LIMBER. Uma versão da implementação DESIRE / SOSIG foi descrita no workshop QL'98 do W3C, motivando o trabalho inicial sobre regras de RDF e linguagens de consulta: Um Serviço de Consulta e Inferência para RDF (A Query and Inference Service for RDF).

### LIMBER (1999–2001)
O SKOS baseou-se no resultado do projeto Navegação por Metadados Independentes de Idiomas (do inglês, Language Independent Metadata Browsing of European Resources, LIMBER), financiado pela Comunidade Europeia, e parte do programa Tecnologias da Sociedade da Informação. No projeto LIMBER desenvolveu-se ainda um formato de intercâmbio de tesauro RDF  que foi demonstrado no Thesaurus de Ciências Sociais de Língua Europeia (ELSST) no Arquivo de Dados do Reino Unido (UK Data Archive) como uma versão multilíngue do Tesauro Eletrônico de Ciências Sociais e Humanidades (HASSET) que foi planejado para ser usado pelo Conselho dos Arquivos de Dados em Ciências Sociais da Europa, CESSDA.

### SWAD-Europa (2002–2004)
O SKOS, como uma iniciativa distinta, começou no projeto SWAD-Europe, reunindo parceiros do DESIRE, SOSIG (ILRT) e LIMBER (CCLRC) que haviam trabalhado com versões anteriores do esquema. Foi desenvolvido no Thesaurus Activity Work Package, no projeto de Desenvolvimento Avançado da Web Semântica para a Europa (SWAD-Europe). O SWAD-Europe foi financiado pela Comunidade Europeia e faz parte do programa Tecnologias da Sociedade da Informação. O projeto foi desenvolvido para apoiar o W3C por meio de pesquisas, demonstradores e esforços de divulgação conduzidos pelos cinco parceiros do projeto, ERCIM, ILRT da Universidade de Bristol, HP Labs, CCLRC e Stilo. A primeira versão do SKOS Core e do SKOS Mapping foi publicada no final de 2003, juntamente com outras entregas na codificação RDF de mapeamentos multilíngues de dicionários de sinônimos  e dicionários de sinônimos.

### Atividade semântica na web (2004–2005)
Após o término do SWAD-Europe, o esforço do SKOS foi apoiado pela Atividade Semântica na Web do W3C  no âmbito do Grupo de Trabalho de Melhores Práticas e Implantação. Durante esse período, o foco foi colocado na consolidação do SKOS Core e no desenvolvimento de diretrizes práticas para portar e publicar tesauros para a Web Semântica.

### Desenvolvimento como recomendação do W3C (2006–2009)
Os principais documentos publicados do SKOS - o SKOS Core Guide, a SKOS Core Vocabulary Specification, e o Quick Guide to Publishing a Thesaurus on the Semantic Web  - foram desenvolvidos através do processo de trabalho do W3C. Os principais editores do SKOS foram Alistair Miles, inicialmente Dan Brickley e Sean Bechhofer.
O Grupo de Trabalho de Implantação da Web Semântica, que funcionou por dois anos (maio de 2006 a abril de 2008), estabeleceu seu estatuto para impulsionar o SKOS na faixa de recomendação do W3C. O roteiro projetou o SKOS como uma Recomendação Candidata até o final de 2007 e como Recomendação Proposta no primeiro trimestre de 2008. Os principais problemas a serem resolvidos foram determinar seu escopo preciso de uso e sua articulação com outras linguagens e padrões RDF usados em bibliotecas (como Dublin Core).

### Lançamento formal (2009)
Em 18 de agosto de 2009, o W3C lançou um novo padrão que LIGA o mundo dos sistemas de organização do conhecimento - como tesauros, classificações,  taxonomias e folksonomias - e a comunidade de dados vinculada, trazendo benefícios para ambos. Bibliotecas, museus, jornais, portais governamentais, empresas, aplicativos de redes sociais e outras comunidades que gerenciam grandes coleções de livros, artefatos históricos, reportagens, glossários de negócios, entradas de blog e outros itens agora podem usar o SKOS  para aproveitar o poder dos dados ligados.

### Visão histórica dos componentes
O SKOS foi originalmente projetado como uma família de idiomas modular e extensível, organizada como SKOS Core, SKOS Mapping e SKOS Extensions e um Metamodelo. Agora toda a especificação está completa no espaço para nome http://www.w3.org/2004/02/skos/core#.

## Visão geral
O SKOS  define as classes e propriedades suficientes para representar os recursos encontrados em um dicionário de sinônimos (tesauro). É baseado em uma visão de vocabulário centrada em conceitors, onde objetos primitivos não são termos, mas noções abstratas representadas por esses termos. Cada conceito SKOS é definido como um recurso RDF. Cada conceito pode ter propriedades RDF anexadas, incluindo:
- um ou mais termos de índice preferenciais (no máximo um em cada idioma natural)
- termos ou sinônimos alternativos
- definições e notas, com especificação de seu idioma

Os conceitos podem ser organizados em hierarquias usando relacionamentos mais amplos ou mais estreitos ou vinculados por relacionamentos não hierárquicos (associativos). Os conceitos podem ser reunidos em esquemas de conceitos, para fornecer conjuntos consistentes e estruturados de conceitos, representando todo ou parte de um vocabulário controlado.

### Categorias de elemento
As principais categorias de elementos do SKOS são conceitos, rótulos, notações, relações semânticas, propriedades de mapeamento e coleções. Os conceitos associados estão listados na tabela abaixo. 
| Conceitos     | Etiquetas e notação | Documentação  | Relações Semânticas | Propriedades de mapeamento | Colecções        |
| ------------- | ------------------- | ------------- | ------------------- | -------------------------- | ---------------- |
| Concept       | prefLabel           | note          | broader             | broadMatch                 | Coleção          |
| ConceptScheme | altLabel            | changeNote    | narrower            | narrowMatch                | ordersCollection |
| inScheme      | hiddenLabel         | definition    | related             | relatedMatch               | membro           |
| hasTopConcept | notation            | editorialNote | broaderTransitive   | closeMatch                 | lista de membros |
| topConceptOf  |                     | example       | narrowerTransitive  | exactMatch                 |                  |
|               |                     | historyNote   | semanticRelation    | mappingRelation            |                  |
|               |                     | scopeNote     |                     |                            |                  |

### Conceitos
O vocabulário SKOS é baseado em conceitos. Conceitos são as unidades de pensamento - idéias, significados ou objetos e eventos (instâncias ou categorias). Como tal, os conceitos existem na mente como entidades abstratas, independentes dos termos usados para rotulá-los. No SKOS, a expressão em inglês para conceito,Concept (baseado na Class, classe,OWL) é usado para representar itens em um sistema de organização do conhecimento (termos, idéias, significados etc.).
UmConceptScheme é análogo a um vocabulário, tesauro ou outra maneira de organizar conceitos. O SKOS não restringe um conceito a nenhum esquema específico. Um topConcept é (um) dos conceitos superiores em um esquema hierárquico.

### Etiquetas e anotações
Cada rótulo (label) SKOS é uma sequência de caracteres Unicode associadas a um conceito, opcionalmente com marcadores de idioma, . O prefLabel é a sequência de caracteres (string) de preferência, legível por humanos (no máximo uma por idioma), enquanto altLabel pode ser usado para strings  alternativas, e hiddenLabel pode ser usado para string que são úteis para identificar o conceito, mas não destinadas a leitura humana.
Uma notação (notation) SKOS é semelhante a um rótulo (label), mas a string liteteral tem um tipo de dado específico, como número inteiro, número flutuante ou data. A notação (notation) é útil para códigos de classificação e outras strings não reconhecíveis como palavras.

### Documentação
As propriedades de Documentação (Documentation) ou Nota (Note) fornecem as informações básicas sobre cada conceito no sistemaSKOS. Todos os conceitos são considerados um tipo de skos:note ; eles apenas especificam informações adicionais. A propriedade definião (definition) deve conter uma descrição completa do recurso do assunto. Tipos de notas mais específicos podem ser definidos em uma extensão SKOS, se desejado. Uma busca (query) via SPARQL < A > skos:note ? obterá todas as notas (skos:note) sobre < A > > incluindo definições, exemplos e escopo, história e mudança e documentação editorial.
As propriedades da documentação do SKOS podem se referir a a objetos como literais (por exemplo, uma string); a outros conceitos (com suas próprias propriedades) ou até a outro documento, por exemplo, usando um URI. Isso permite que a documentação tenha seus próprios metadados, como criador e data de criação.
Orientações específicas sobre as propriedades da documentação do SKOS podem ser encontradas nas notas documentais do SKOS Primer.

### Relações semânticas
As relações semânticas do SKOS visam fornecer maneiras de declarar relações entre conceitos. Embora não haja restrições que impeçam seu uso com dois conceitos de esquemas separados, isso é desencorajado.
A propriedade relacionado (related) simplesmente cria um relacionamento de associação entre dois conceitos; nenhuma relação de hierarquia ou generalidade está implícita. As propriedades mais amplo (broader)e mais restrito (narrower) são usadas para afirmar um vínculo hierárquico direto entre dois conceitos. O significado pode ser inesperado; a relação < A > broader < B > significa que um tem um conceito mais amplo chamado B. B é mais ampla do que A.   A relação de mais restrito (narrower) segue o mesmo padrão.
Enquanto o leitor casual pode esperar que (broader) e (narrower) sejam propriedades transitivas, o SKOS não as declara como tais. Em vez disso, as propriedades  broaderTransitive e narrowerTransitive são definidas como superpropriedades transitivas de (broader) e (narrower). Essas superpropriedades (por convenção) não são usadas nas declarações do SKOS. Em vez disso, quando uma relação (broader) ou (narrower) é usada em um triplo, a superpropriedade transitiva correspondente também é válida; e relações transitivas podem ser inferidas (e consultadas) usando essas superpropriedades.

### Mapeamento
As propriedades de mapeamento SKOS destinam-se a expressar a correspondência de conceitos (seja exata ou difusa/fuzzy) e por convenção, são usadas apenas para conectar conceitos de diferentes esquemas. Os conceitos relatedMatch, broadMatch e narrowMatch são uma conveniência, com o mesmo significado que as propriedades semânticas related, broader e narrower . (Veja a seção anterior sobre os significados de broader e narrower . )
A propriedade relatedMatch faz um relacionamento associativo simples entre dois conceitos. Quando os conceitos estão tão intimamente relacionados que geralmente podem ser usados de forma intercambiável, exactMatch é a propriedade apropriada (as relações exactMatch são transitivas, diferente de qualquer outra relação de Correspondência (Match)). A propriedade closeMatch liga conceitos que somente em alguns casos  podem ser usados de forma intercambiável e, portanto, não é uma propriedade transitiva.

### Coleções conceituais
As coleções de conceitos (Collection, orderedCollection) são grupos rotulados e/ou ordenados (orderedCollection) de conceitos  SKOS. As coleções podem ser aninhadas e podem ter URIs definidos ou não. Nem umConcept SKOS nem um ConceptSchemepodem ser uma coleção, nem vice-versa; e as relações semânticas do SKOS podem ser usadas apenas com um conceito (não uma coleção). Os itens em uma coleção não podem ser conectados a outros conceitos do SKOS através de un nó Collection; relações individuais devem ser definidas para cada conceito da coleção.

## Comunidade e participação
Todo o trabalho de desenvolvimento é realizado através de uma lista de discussão, aberta e arquivada publicamente  dedicada à discussão de questões relacionadas aos sistemas de organização do conhecimento, recuperação de informações e Web Semântica. Qualquer pessoa pode participar informalmente do desenvolvimento do SKOS participando das discussões em public-esw-thes@w3.org. Qualquer pessoa que trabalhe para uma organização membro do W3C pode participar formalmente do processo de desenvolvimento ingressando no Semantic Web Deployment Working Group - isso habilita as pessoas a editar especificações e votar nas decisões de publicação.
- Some important vocabularies have been migrated into SKOS format and are available in the public domain, including EuroVoc, AGROVOC and GEMET. Library of Congress Subject Headings (LCSH) also support the SKOS format.[20]
- SKOS has been used as the language for the thesauri used in the SWED Environmental Directory[21] developed in the SWAD-Europe project framework.
- A way to convert thesauri to SKOS,[22] with examples including the MeSH thesaurus, has been outlined by the Vrije Universiteit Amsterdam.
- Subject classification using DITA and SKOS has been developed by IBM.
- SKOS is used to represent geographical feature types in the GeoNames ontology.

## Ferramentas
- O Unilexicon [23] é um editor visual e gerenciador de taxonomia online para a criação de vocabulários controlados com integração de tags e API JSON. Sua visualização primária usa árvore hiperbólica.
- O ThesauRex é um editor SKOS de código aberto online. É limitado a relações mais amplas / mais estreitas entre conceitos e oferece interação baseada em árvore e com o dicionário de sinônimos e criação de arrastar e soltar novos dicionário de sinônimos com base em um dicionário de sinônimos principal.[24]
- O Intelligent Topic Manager (ITM) da Mondeca é uma solução completa e compatível com SKOS para gerenciar taxonomias, tesauros e outros vocabulários controlados.
- O Opentheso é um sistema de gerenciamento de sinônimos de fontes abertas baseado na Web. Atualmente, é usado pela rede francesa de bibliotecas arqueológicas Frantiq e por equipes de pesquisa e pelo Hospices Civils de Lyon como uma ferramenta colaborativa de gerenciamento de tesauros. Pode ser baixado no github.[25]
- O TemaTres Vocabulary Server [26] é um servidor de vocabulário de código aberto online ara gerenciar vocabulários controlados.
- O ThManager [27] é um aplicativo de código aberto Java para criar e visualizar vocabulários do SKOS.
- O W3C fornece um serviço experimental de validação on-line.[28]
- O Vocbench [29] é um editor RDF / OWL / SKOS / SKOS-XL baseado na Web, desenvolvido por uma colaboração entre a FAO (Organização para Agricultura e Alimentação) das Nações Unidas, a Universidade de Roma Tor Vergata e a Malásia. centro de pesquisa MIMOS. Apoia o AGROVOC do thesaurus agrícola multilíngue da FAO, entre outros recursos da FAO e da Comunidade Europeia.
- Os arquivos SKOS também podem ser importados e editados em editores RDF-OWL, como Protégé, SKOS Shuttle e TopBraid Composer.
- Os sinônimos do SKOS podem ser transformados a partir do formato WordNet RDF usando uma folha de estilos XSLT ; veja RDF do W3C
- PoolParty [30] é um sistema de gerenciamento de sinônimos de qualidade comercial e um editor SKOS para a Web Semântica, incluindo funcionalidades de análise de texto e recursos de dados vinculados .
- O qSKOS [31] é uma ferramenta de código aberto para a avaliação da qualidade dos vocabulários do SKOS, comparando com um catálogo de problemas de qualidade.
- O SKOSEd [32] é um plug-in de código aberto para o editor de ontologia Protégé 4 [33] OWL que suporta a criação de vocabulários SKOS. O SKOSEd possui uma API SKOS de acompanhamento [34] escrita em Java que pode ser usada para criar aplicativos baseados no SKOS.
- O Model Futures SKOS Exporter [35] para Microsoft Excel permite que vocabulários simples sejam desenvolvidos como planilhas do Excel recuadas e exportados como SKOS RDF. Versão beta.
- O Lexaurus [36] é um sistema de gerenciamento de sinônimos de empresas e um editor de vários formatos. Sua extensa API inclui gerenciamento completo de revisões. O SKOS é um dos muitos formatos suportados.
- O SKOS Shuttle [37] é um serviço de gerenciamento de tesauros que permite aos usuários importar, manter, processar e sincronizar tesauros no SKOS usando também extensões especiais do SKOS.
- O TopBraid Enterprise Vocabulary Net (EVN) [38] e o TopBraid Enterprise Data Governance (EDG) são sistemas online que oferecem suporte ao desenvolvimento e gerenciamento de vocabulários controlados interconectados, como taxonomias, tesauros, glossários de negócios e ontologias. SKOS e SKOS-XL são suportados.

## Dados
Existem fontes de dados SKOS disponíveis ao público.
- Wiki de conjuntos de dados SKOS (SKOS Datasets wiki).[39] O W3C recomenda o uso desta lista de fontes de dados SKOS disponíveis ao público. A maioria dos dados encontrados neste wiki pode ser usada para aplicativos comerciais e de pesquisa.

## Relacionamentos com outros padrões
O metamodelo SKOS é amplamente compatível com o modelo de dados da ISO 25964-1 - Thesauri para recuperação de informações. Esse modelo de dados pode ser visualizado e baixado do site para ISO 25964.

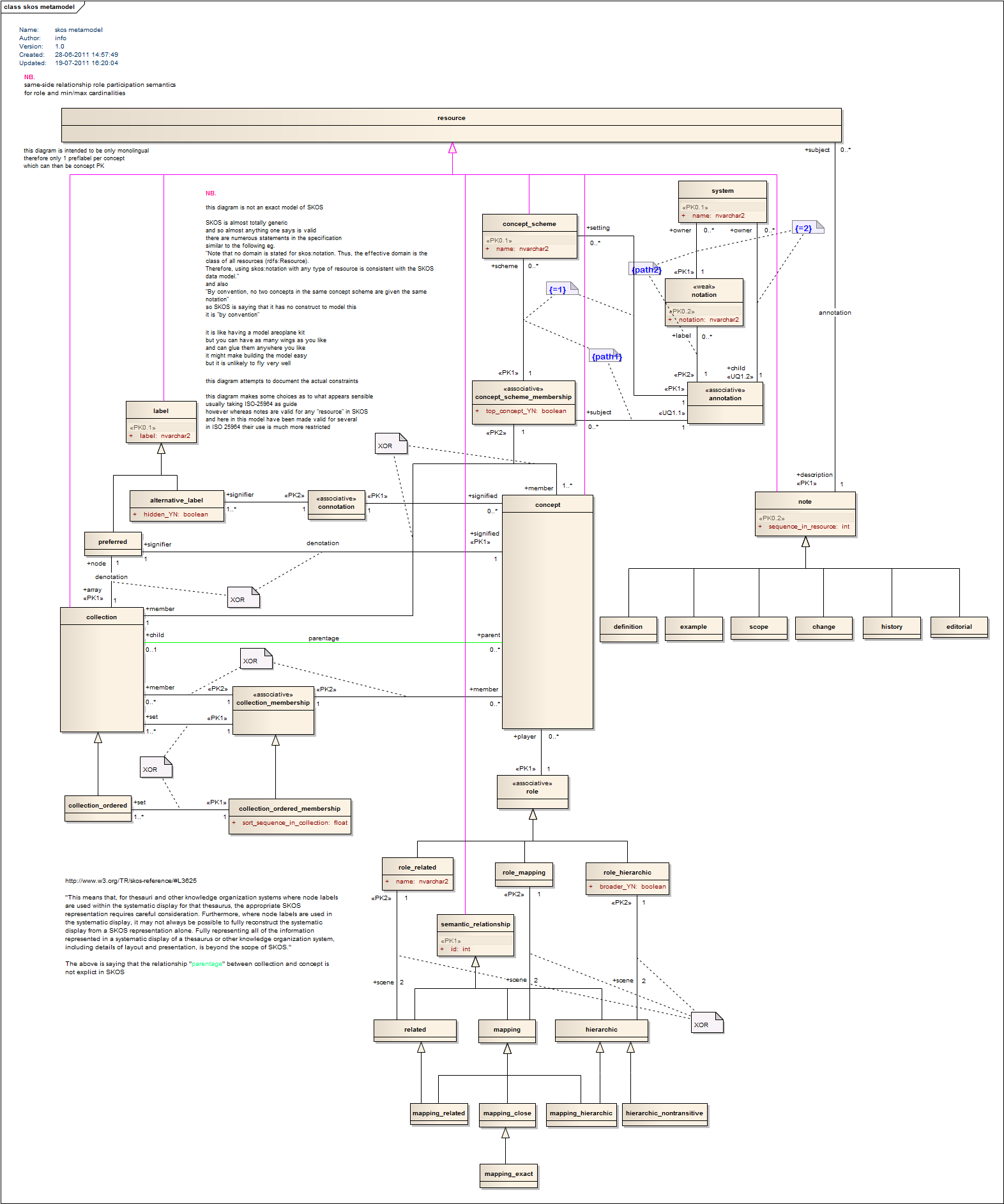
Modelo semântico dos elementos de informação do SKOS

### Normas do dicionário de sinônimos
O desenvolvimento do SKOS envolveu especialistas da RDF e da comunidade de bibliotecas, e o SKOS pretende facilitar a migração de tesauros definidos por padrões como NISO Z39.19 - 2005  ou ISO 25964.

### Outros padrões da web semântica
O SKOS fornece uma maneira de disponibilizar legadoS de esquemas conceituais para aplicativos da Web Semântica, de forma mais simples do que a linguagem  OWL. A OWL tem como objetivo expressar estruturas conceituais complexas, que podem ser usadas para gerar metadados ricos e dar suporte a ferramentas de inferência. No entanto, a construção de ontologias úteis da web é exigente em termos de experiência, esforço e custo. Em muitos casos, esse tipo de esforço pode ser supérfluo ou inadequado aos requisitos, e o SKOS pode ser uma escolha melhor. A extensibilidade do RDF possibilita a incorporação ou extensão adicional de vocabulários SKOS em vocabulários mais complexos, incluindo ontologias OWL.